# Péterfi Albert
Kibédi Péterfi Albert (Sóvárad, Maros-Torda vármegye, 1800. június 14. – Bukarest, 1850. március 29.) református tanár és lelkész.

## Élete
Édesapja Péterfi László szintén lelkész volt. Tanult Marosvásárhelyen, majd 1819-ben Debrecenben a felső osztályokban, ahol 1824-ben köztanító, majd contrascriba és 1828-29-ben senior volt. Ezután külföldre ment, ahol több egyetemen, főleg a göttingenin tanult. 1830. június végén kinevezték a nagyenyedi főiskolában a filológia és a szentírásmagyarázat tanárának. Itt azonban mint erős aulista, tanártársával id. Szász Károllyal oly heves viszályba keveredett, hogy a főkonzisztórium 1840-ben jónak látta Székelyudvarhelyre tenni át. Az itteni tanszéket azonban nem fogadta el és így hivatal nélkül kellett élnie székelyföldi barátainál, noha 1842-ben felvinci papnak is megválasztották, de ezt az állást nem foglalhatta el. 1848-ban végül Bukarestbe ment, és innét Puchnerrel Ploieștibe menekült, majd visszatért Bukarestbe és 1849. május 24-én elfoglalta az üresedésben levő református papi állást.
Cikkeket írt a Protes Egyházi és Iskolai Lapba; prédikációi vannak a Salamon-féle Erdélyi Prédikátori Tárban (Kolozsvár, 1834) és a Török Pál-féle Egyházi beszédekben (Pest, 1845), cikke a Mult és Jelenben (1841. Egy szó a maga helyén). Közli id. Szász Károly levelét: Nagy-Enyed 1836. febr. 6. (Reform. 1870. 306. sz.).

## Munkái
- Literatura antiqua justo pretio aestimata, seu brevis responsio ad quaestionem: Quare literatura antiqua, apud gentes Europae cultissimas, tanti aestimatur, ut huic, tamquam solidissimo fundamento, omnia earum erudita innitatur educatio? Quam juventuti scholasticae in ill. collegio reformatorum A. N. Enyedinensi, literarum studiis, summa cum laude, deditae sacram esse vult... N. Enyedini, 1831.
- Az erkölcsi és polgári vagy is a belső és külső szabadság természete, kifejtve egy örömünnepi szent beszédben, melyet... I. Ferencz születése ünnepén tartott... 1835-ben, febr. 12. napján. Uo.
- Az igazi vallásos ember. (Gyászbeszéd I. Ferencz halálakor). Uo. 1835.
- Az igaz liberalizmus egy öröminnepi szent beszédben kifejtve, melyet austriai örökös császár... I. Ferdinand születése napján tartott a n.-enyedi ref. templomban 1836. ápr. 19-én. Uo. 1836.
- Az ékesszólás vagy rhetorika elemei, a római nyelvre alkalmazva. Uo. 1839. (A munka végén: Toldalék a latin nyelvnek némely újonnan felfedezett elveiről).
- A magyar nyelvtudománynak és nyelvphilosophiának a Parthenon magyar grammatikájában felfedezett új elvei. Egy toldalékkal a Magyar Akadémia orthographiai szabályairól. Uo. 1840.
- Carmen saeculare ad primum festum Academiae Georgiae Augustae alumnis ejusdem, fraterno amore, ipsa Sacrorum saecularium occasione anno 1837. oblatum ac dicatum. Uo. 1840.
- Másik szó a maga helyén Észrevételkép az óramutatóra (Fáy «Óramutató»-jára). Közzéteszi Török Pál. Pest, 1842.
- A Pesten felállítandó prot. főiskola tanítási rendét illető tervezeti pályamunka. Kecskemét, 1843. (Pályamunkák II. k. Tiszteletdíj mellett egészben kiadott pályamunka.)